# 科尔马上诉法院
科尔马上诉法院（Cour d’appel de Colmar）是法国的一个上诉法院，设于科尔马雷蒙德庞加莱大道（Avenue Raymond-Poincaré）9号。

## 历史

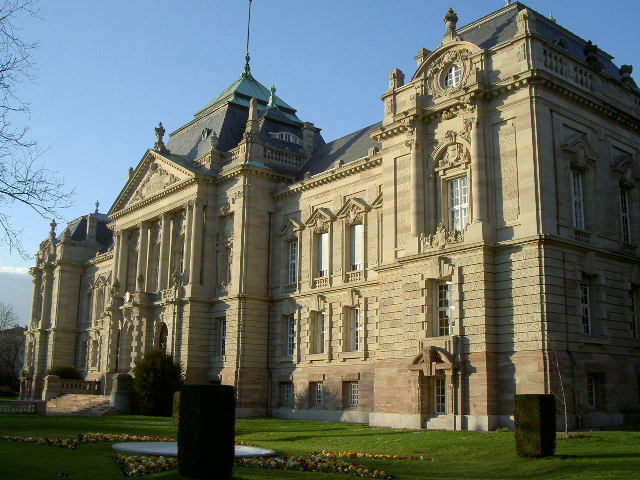

法国共和历共和国七年风月森林日（27日），即公元1800年3月18日，科尔马上诉法院成立。法院负责主要讲德语的阿尔萨斯地区，包括下莱茵省和上莱茵省。
1870-1871年普法战争后，阿尔萨斯和洛林被并入德意志帝国，科尔马上诉法院解散，成立科尔马高等地区法院，管辖权不仅包括阿尔萨斯，还包括洛林。
第一次世界大战结束后，阿尔萨斯-洛林重归法国，于是恢复旧的行政结构，包括科尔马上诉法院。第二次世界大战中德国占领期间一度中断。

## 建筑
科尔马上诉法院建于1902年至1906年，由建筑师理查德·库德（Richard Kuder）和约瑟夫·穆勒（Joseph Müller）设计，现已列为法国历史遗迹。值得注意的是入口大厅的巨大楼梯。